# Lyubov Burda
Lyubov Viktorovna Burda Andrianova ou Ljubov Burda, em russo:  Любовь Викторовна Бурда (Voronezh, RFS Rússia, 11 de abril de 1953) foi uma ginasta soviética que competiu em provas de ginástica artística.
Lyubov conquistou duas medalhas olímpicas de ouro na competição por equipes nas edições de 1968 e 1972. Apesar das conquistar mundiais e olímpicas, a ginasta nunca participou de uma edição europeia da modalidade.
Em 2001 foi incluída no International Gymnastics Hall of Fame.

## Carreira
Nascida na Rússia, Lyubov fez sua estreia em 1967, aos catorze anos, no URSS Spartakiade, do qual saiu com a medalha de bronze no individual geral, a frente das campeãs olímpicas Ludmilla Tourischeva e Polina Astakhova. No ano seguinte, apesar de terminar em quinto no concurso geral do Nacional Soviético, conquistou o outro nas barras assimétricas e na trave, e o bronze no salto e no solo. Ainda em 1968, participou de sua primeira edição olímpica - os Jogos da Cidade do México -, na qual contribuiu para a conquista da medalha de ouro por equipes. Na disputa geral individual, Burda não qualificou-se para a final (25º), devido à instabilidade emocional que passou pela falta de experiência em competições internacionais.
Em 1969, venceu o concurso geral do Campeonato Nacional Soviético. Meses mais tarde, não compôs a equipe que disputou o Europeu de Landskrona, e, no Spartakiade - do qual saiu vitoriosa da disputa geral, conheceu Nikolai Andrianov. Em 1970, conquistou mais um título nacional, venceu a Copa Soviética e conquistou o ouro individual geral da Copa Chunichi. Ao fim, no Mundial de Ljbljuana, sua estreia em mundiais, conquistou o ouro por equipes e o bronze no salto sobre a mesa.
No ano seguinte, a ginasta participou de outra edição do Spartakiade e da Copa Soviética, nas quais conquistou o ouro e a prata, respectivamente, nas provas do geral individual. Em 1972, participou de três finais, em sua segunda edição olímpica. Nos Jogos de Munique, Burda foi medalhista de ouro por equipes, quarta colocada no salto e quinta no solo. Em 1973, nos Jogos Universitários, a atleta conquistou a prata no concurso geral, superada pela companheira de equipe, Olga Korbut. Após, encerrou a carreira de ginasta.
Em 1975, Lyubov casou-se com Andrianov e teve, no mesmo ano, o primeiro filho, Seyozha (Sergei). Dois anos mais tarde, nasceu Dimitri. Eventualmente, Nikolai começou a treinar o primogênito, que optou por não seguir a carreira dos pais. Burda, tornou-se treinadora. Após a ruptura da União Soviética, a família mudou-se para o Japão. Anos mais tarde, ao separar-se do ex-ginasta, retornou à Rússia, onde começou a julgar as competições femininas. Em 2001, fora convidada à cidade de Oklahoma, nos Estados Unidos, para participar da cerimônia que a nomearia homenageada do International Gymnastics Hall of Fame.

## Principais resultados
| Ano  | Evento                                    | AA               | Equipe          | Salto sobre o cavalo. | Trave.           | Barras assimétricas. | Solo.             |
| ---- | ----------------------------------------- | ---------------- | --------------- | --------------------- | ---------------- | -------------------- | ----------------- |
| 1968 | Jogos Olímpicos                           | 25º              | Medalha de ouro | 16º                   |                  |                      |                   |
| 1968 | Campeonato Nacional Soviético             | 5º               |                 | Medalha de bronze     | Medalha de ouro  | Medalha de ouro      | Medalha de bronze |
| 1969 | Campeonato Nacional Soviético             | Medalha de ouro  |                 |                       |                  | Medalha de ouro      | Medalha de bronze |
| 1970 | Campeonato Mundial de Ginástica Artística | Medalha de ouro  |                 | Medalha de bronze     |                  |                      |                   |
| 1970 | Campeonato Nacional Soviético             | Medalha de ouro  |                 | Medalha de bronze     |                  |                      |                   |
| 1972 | Jogos Olímpicos                           | 5º               | Medalha de ouro | 4º                    | 8º               |                      |                   |
| 1973 | Jogos Universitários                      | Medalha de prata | Medalha de ouro |                       | Medalha de prata | Medalha de prata     | Medalha de bronze |